# Ayhan Taşkin
Ayhan Taşkin (* 6. ledna 1953) je bývalý turecký zápasník, specializující se na volný styl. V roce 1984 vybojoval na olympijských hrách v Los Angeles bronzovou medaili ve váhové kategorii +100 kg.